# Dmitrij Utkin
Dmitrij Valer'evič Utkin (in russo: Дмитрий Валерьевич Уткин; Asbest, 11 giugno 1970 – Kuženkino, 23 agosto 2023) è stato un militare, mercenario e imprenditore russo cofondatore del Gruppo Wagner.

## Biografia
È stato ufficiale delle forze speciali del GRU fino al 2013, raggiungendo il grado di tenente colonnello. Ha quindi partecipato alla guerra civile siriana nelle file del Slavjanskij Korpus (in russo Славянский Корпус?, "Corpo slavo"), un'organizzazione privata di mercenari registrata ad Hong Kong che appoggiava militarmente Bashar al-Assad. Rientrato in Russia, nel 2014 si presume abbia contribuito alla fondazione del Gruppo Wagner, utilizzando il nome di battaglia  "Wagner", che pare aver assunto per la sua ammirazione verso il regime nazista, testimoniata anche da tatuaggi raffigurati in numerose foto. Alcuni media, come il controverso giornale governativo turco Yeni Şafak, sostengono sia solo una figura di comando piuttosto che il reale capo del gruppo.
La sua presenza, assieme a numerosi veterani e mercenari, è stata segnalata dal febbraio 2014 in Crimea e quindi nel Donbass, nel contesto della crisi russo-ucraina, al fianco dei separatisti filo-russi. Nel 2015 sembra sia ritornato a combattere in Siria, dove la presenza del gruppo Wagner appare accertata dai media occidentali dopo i controversi bombardamenti russi.
Il 9 dicembre 2016 Utkin è comparso al Cremlino dove è stato fotografato insieme a Vladimir Putin nel contesto delle celebrazioni del giorno dei padri della patria, in qualità di assegnatario di quattro decorazioni dell'Ordine del coraggio.
Nel giugno 2017 gli Stati Uniti hanno posto delle sanzioni su Utkin in quanto considerato capo del Gruppo Wagner. Il 13 dicembre 2021 anche il Consiglio dell'Unione europea ha imposto misure restrittive contro Utkin e altri individui ritenuti associati al gruppo. Utkin è stato accusato di essere personalmente responsabile di gravi abusi contro i diritti umani operati dal gruppo, comprese torture ed esecuzioni sommarie.
Il 23 agosto l'aereo su cui stava volando da Mosca a San Pietroburgo è precipitato, provocando la morte sua, di Evgenij Prigožin e delle altre otto persone a bordo.